# Evan Peters
Evan Thomas Peters, född 20 januari 1987 i Saint Louis, Missouri,  är en amerikansk skådespelare. 
Peters är känd för att spela Jeffrey Dahmer i Dahmer – Monster: The Jeffrey Dahmer Story och olika roller i alla de fristående säsongerna av TV-serien American Horror Story och "Quicksilver" i "X-Men: Days of future past" och "X-Men: Apocalypse"

## American Horror Story
Redan när den första säsongen i den blivande hit serien "American Horror Story" släpptes var Peters  med. Den första rollen han hade i "American Horror Story: Murder House" var den unga sociopaten Tate Langdon, i säsong 2 "American Horror Story: Asylum" spelade han den oskyldigt anklagade Kit Walker, i "American Horror Story: Coven" som är den tredje säsongen spelade han zombiepojken Kyle Spencer, säsong 4 "American Horror Story: Freak Show" som den missbildade mannen Jimmy Darling med krabbliknande händer, säsong 5 "American horror story: Hotel" som spöke till en seriemördare på 1920-talet som hette James Patrick March, och i säsong 6 "American Horror Story: Roanoke" som skådespelaren Rory Monahan som spelade Edward Mott i My roanoke nightmare. I säsong 7 American horror story: Cult spelade Evan Peters den galna mannen Kai Anderson som ville härska över världen.

## Filmografi

### Film
| År   | Titel                           | Roll                         | Noteringar                                                                   |
| ---- | ------------------------------- | ---------------------------- | ---------------------------------------------------------------------------- |
| 2004 | Clipping Adam                   | Adam Sheppard                | Phoenix Film Festival Award för Breakthrough Performance                     |
| 2004 | Sleepover                       | Russel Hayes                 | Nominerad – Young Artist Award för Best Performance in a Feature Film (2005) |
| 2007 | An American Crime               | Ricky Hobbs                  |                                                                              |
| 2007 | Mama's Boy                      | Keith                        | Okrediterad                                                                  |
| 2008 | Remarkable Power                | Ross                         |                                                                              |
| 2008 | Gardens of the Night            | Brian / Rachel               |                                                                              |
| 2008 | Never Back Down                 | Max Cooperman                |                                                                              |
| 2010 | Kick-Ass                        | Todd                         |                                                                              |
| 2011 | Never Back Down 2: The Beatdown | Max Cooperman                |                                                                              |
| 2011 | The Good Doctor                 | Donny Nixon                  |                                                                              |
| 2012 | Adult World                     | Alex                         |                                                                              |
| 2013 | Truck Stop                      | Charles                      |                                                                              |
| 2014 | X-Men: Days of Future Past      | Peter Maximoff / Quicksilver |                                                                              |
| 2014 | Safelight                       | Charles                      |                                                                              |
| 2015 | Lazarus                         |                              |                                                                              |
| 2016 | X-Men: Apocalypse               | Peter Maximoff / Quicksilver |                                                                              |

### TV
| År        | Titel                               | Roll                                                         | Noteringar |
| --------- | ----------------------------------- | ------------------------------------------------------------ | --- |
| 2004      | The Days                            | Cooper Day                                                   | 6 avsnitt |
| 2004–2005 | Phil från framtiden                 | Seth Wosmer                                                  | 5 avsnitt |
| 2005–2006 | Invasion                            | Jesse Varon                                                  | 21 avsnitt |
| 2008      | Dirt                                | Craig Hope                                                   | Avsnitt "God Bless the Child"                                                                                    |
| 2008      | Brottskod: Försvunnen               | Craig Baskin                                                 | Avsnitt "A Bend in the Road"                                                                                     |
| 2008      | Monk                                | Eric Tavela                                                  | Avsnitt "Mr. Monk and the Genius"                                                                                |
| 2008      | House                               | Oliver                                                       | Avsnitt "Last Resort"                                                                                            |
| 2008–2009 | One Tree Hill                       | Jack Daniels                                                 | 6 avsnitt |
| 2009      | Ghost Whisperer                     | Dylan                                                        | Avsnitt "Excessive Forces"                                                                                       |
| 2010      | Criminal Minds                      | Charlie Hillridge                                            | Avsnitt "Mosley Lane"                                                                                            |
| 2010      | The Mentalist                       | Oliver McDaniel                                              | Avsnitt "18-5-4"                                                                                                 |
| 2010      | The Office                          | Luke Cooper                                                  | Avsnitt "Nepotism"                                                                                               |
| 2011      | Parenthood                          | Brandon                                                      | Avsnitt "New Plan"                                                                                               |
| 2011      | In Plain Sight                      | Joey Roston / Joey Wilson                                    | Avsnitt "Crazy Like a Witness"                                                                                   |
| 2011      | American Horror Story: Murder House | Tate Langdon                                                 | 12 avsnitt |
| 2012–2013 | American Horror Story: Asylum       | Kit Walker                                                   | 13 avsnitt Nominerad – Satellite Awards för Best Supporting Actor – Series, Miniseries or Television Film (2012) |
| 2013      | American Horror Story: Coven        | Kyle Spencer                                                 | |
| 2014      | American Horror Story: Freak Show   | Jimmy Darling                                                | |
| 2015      | American Horror Story: Hotel        | James Patrick March                                          | |
| 2016      | "American Horror Story: Roanoke"    | Rory Monahan                                                 | |
| 2017      | American Horror Story - Cult        | Kai Anderson                                                 | |
| 2018      | American Horror Story - Apocalypse  | Mr. Gallant, James Patrick March, Tate Langdon, Jeff Pfister | |
| 2021      | WandaVision                         | Pietro Maximoff / Quicksilver / Ralph Bohner                 | |